# Devices Profile for Web Services
Device Profile for Web Service (DPWS) est le nom donné à la révision 2 des spécifications UPnP.